# Kanton Esch-sur-Alzette
Kanton Esch-sur-Alzette (lb. Kanton Esch-Uelzecht, fr. Canton d'Esch-sur-Alzette, niem. Kanton Esch an der Alzette) – jeden z dwunastu kantonów w Luksemburgu, znajduje się w południowej części kraju. Przed 3 października 2015 należał do dystryktu Luksemburg. Siedziba kantonu znajduje się w miejscowości Esch-sur-Alzette (Esch-Uelzecht / Esch an der Alzette).

## Podział administracyjny
W skład kantonu wchodzi 14 gmin (gemeng, commune, Gemeinde):
1. Bettembourg (Beetebuerg / Bettemburg)
2. Differdange (Déifferdeng / Differdingen)
3. Dudelange (Diddeleng / Düdelingen)
4. Esch-sur-Alzette (Esch-Uelzecht / Esch an der Alzette)
5. Frisange (Fréiseng / Frisingen)
6. Kayl (Keel)
7. Leudelange (Leideleng / Leudelingen)
8. Mondercange (Monnerëch / Monnerich)
9. Pétange (Péiteng / Petingen)
10. Reckange-sur-Mess (Reckeng op der Mess / Reckingen/Mess)
11. Roeser (Réiser)
12. Rumelange (Rëmeleng / Rümelingen)
13. Sanem (Suessem / Sassenheim)
14. Schifflange (Schëffleng / Schifflingen)